# Mount Pierre (Liège Island)
Mount Pierre (französisch Mont Pierre; spanisch Monte Pedro) ist ein spitzer, kegelförmiger 210 m (nach britischen Angaben etwa 450 m) hoher Berg auf Liège Island im Palmer-Archipel westlich der Antarktischen Halbinsel. Er ragt unmittelbar südlich des Moureaux Point auf.
Teilnehmer der Belgica-Expedition (1897–1899) des belgischen Polarforschers Adrien de Gerlache de Gomery entdeckten ihn. De Gerlache benannte ihn nach einem Geldgeber seiner Forschungsreise. Das Advisory Committee on Antarctic Names übertrug die Benennung 1952 ins Englische.